# Investment-Fachwirt
Investment-Fachwirt ist ein öffentlich-rechtlich anerkannter Abschluss auf Meisterebene, der nach einer erfolgreich absolvierten branchenbezogenen kaufmännischen Aufstiegsfortbildung gemäß Berufsbildungsgesetz vergeben wird. Die Prüfung erfolgt vor einem Prüfungsausschuss der IHK Frankfurt am Main.
Für die Weiterbildungsprüfung zum Investment-Fachwirt gibt es keine bundeseinheitlichen rechtlichen Regelungen. Von der Frankfurter Industrie- und Handelskammer wurden jedoch besondere Vorschriften erlassen.

## Entstehung
Mit der wachsenden Bedeutung der Investmentbranche sind auch die Anforderungen an die branchenspezifische Aus- und Weiterbildung gestiegen. Die erste Konsequenz war die Schaffung des neuen Ausbildungsberufs Investmentfondskaufmann im Jahr 2003. Zudem bestand der Bedarf, durch Weiterqualifikation die Beschäftigungsfähigkeit der Mitarbeiter in der Investmentbranche zu erhalten. Bestehende Angebote wie der Bankfachwirt waren dafür jedoch nicht geeignet, da die fachlichen Qualifikationen im Privatkunden-, Immobilien- und Firmenkundengeschäft oder im Kreditrecht für Kapitalanlagegesellschaften nicht relevant sind. Die Folge war die Konzeption des Weiterbildungsangebots Investment-Fachwirt. Am 13. November 2006 beschloss der Berufsbildungsausschuss der IHK Frankfurt am Main die Rechtsvorschrift zum Investment-Fachwirt IHK. Seitdem steht den Beschäftigten der Investmentbranche eine neue Möglichkeit der fachlichen Qualifikation offen. 

## Start des Weiterbildungsangebots
Die ersten zweijährigen Prüfungsvorbereitungslehrgänge zum Investment-Fachwirt starteten im September 2006 in Frankfurt am Main. Ein Jahr später kam Trier hinzu. Die ersten Fortbildungsprüfungen zum Investment-Fachwirt fanden im Herbst 2008 statt.

## Inhalt und Zulassungsvoraussetzungen
Vermittelt werden grundlegende Qualifikationen aus den Bereichen KAG-Geschäft, Betriebswirtschaftslehre, Volkswirtschaftslehre und Recht. Eine Spezialisierung ist in einem der drei Bereichen Portfoliomanagement, Marketing und Vertrieb oder Risikomanagement vorgesehen. 
Zulassungsvoraussetzung zur Prüfung ist insbesondere die einschlägige Berufserfahrung. Deren Dauer richtet sich nach der Berufsausbildung: Bei Investmentfondskaufleuten genügen zwei weitere Jahre. Diese ergeben sich in der Regel während eines zweijährigen berufsbegleitenden Prüfungsvorbereitungslehrgangs „automatisch“; für die Zulassung zur Prüfung ist die Teilnahme an einem Lehrgang allerdings nicht verpflichtend. Wer ohne einschlägige Ausbildung in der Investmentbranche anfängt, kann sich nach sechs Jahren prüfen lassen.